# Cheryl Ford
Cheryl Ford (Homer (Luisiana), 6 de junio de 1981) es una exbaloncestista estadounidense de la Women's National Basketball Association (WNBA) que ocupaba la posición de alero.

## Carrera
Fue reclutada por los Detroit Shock en el Draft de la WNBA de 2003 en la 3ª posición de la primera ronda; militó en ese equipo hasta el año 2009, con tres Campeonatos de la WNBA (2003, 2006 y 2008). Posteriormente se trasladó a Polonia para ser parte del CCC Aquapark Polkowice (2010) en la liga Polska Liga Koszykówki Kobiet; regresaría a la WNBA de la mano de los New York Liberty.
[actualizar]

### Selección nacional
Como seleccionada nacional, participó en la Copa Mundial de Baloncesto Femenino celebrada en Brasil 2006 donde se alzó con la medalla de bronce. En 2003 fue galardonada como Rookie del Año de la WNBA y en cuatro oportunidades fue parte del All-Star Game de la WNBA (2003, 2005, 2006 y 2007). Además, en 2007 fue reconocida como MVP del All-Star Game de la WNBA.

## Vida personal
Ford es fruto de la relación entre su madre Bonita Ford y su padre Karl Malone, exjugador estrella de la NBA que la reconoció como su hija en 1998.

## Estadísticas

### Totales
| Año                                                                                              | Equipo | J   | JI  | MJ   | TC  | ITC  | TC%  | 3P | 3PA | 3P%  | 2P  | 2PA  | 2P%  | TL  | ITL | TL%  | RBO | RBD  | RBT  | AST | STL | BLK | TOV | PF  | PTS  |
| ------------------------------------------------------------------------------------------------ | ------ | --- | --- | ---- | --- | ---- | ---- | -- | --- | ---- | --- | ---- | ---- | --- | --- | ---- | --- | ---- | ---- | --- | --- | --- | --- | --- | ---- |
| 2003 ★                                                                                           | DET    | 32  | 32  | 956  | 128 | 270  | .474 | 0  | 0   |      | 128 | 270  | .474 | 88  | 129 | .682 | 99  | 235  | 334  | 27  | 32  | 31  | 79  | 109 | 344  |
| 2004                                                                                             | DET    | 31  | 31  | 912  | 118 | 287  | .411 | 0  | 0   |      | 118 | 287  | .411 | 93  | 158 | .589 | 104 | 193  | 297  | 34  | 41  | 25  | 54  | 118 | 329  |
| 2005 ★                                                                                           | DET    | 33  | 33  | 932  | 120 | 279  | .430 | 0  | 0   |      | 120 | 279  | .430 | 73  | 150 | .487 | 113 | 209  | 322  | 26  | 33  | 46  | 69  | 143 | 313  |
| 2006 ★                                                                                           | DET    | 32  | 32  | 920  | 157 | 315  | .498 | 0  | 0   |      | 157 | 315  | .498 | 129 | 199 | .648 | 130 | 233  | 363  | 45  | 38  | 25  | 58  | 114 | 443  |
| 2007 ★                                                                                           | DET    | 15  | 15  | 460  | 71  | 143  | .497 | 0  | 0   |      | 71  | 143  | .497 | 53  | 83  | .639 | 48  | 120  | 168  | 22  | 28  | 11  | 42  | 54  | 195  |
| 2008                                                                                             | DET    | 24  | 24  | 637  | 89  | 185  | .481 | 0  | 0   |      | 89  | 185  | .481 | 65  | 116 | .560 | 74  | 134  | 208  | 22  | 24  | 9   | 23  | 70  | 243  |
| 2009                                                                                             | DET    | 29  | 29  | 755  | 97  | 227  | .427 | 0  | 3   | .000 | 97  | 224  | .433 | 55  | 100 | .550 | 71  | 144  | 215  | 25  | 28  | 13  | 49  | 105 | 249  |
| Carrera                                                                                          |        | 196 | 196 | 5572 | 780 | 1706 | .457 | 0  | 3   | .000 | 780 | 1703 | .458 | 556 | 935 | .595 | 639 | 1268 | 1907 | 201 | 224 | 160 | 374 | 713 | 2116 |
| Notas: J=Juegos; JI=Juegos iniciales; MJ=Minutos jugados; ITC=Intentos de TC; ITL=Intentos de TL |        |     |     |      |     |      |      |    |     |      |     |      |      |     |     |      |     |      |      |     |     |     |     |     |      |

### Por juego
| Año                                                                                              | Equipo | J   | JI  | MJ   | TC  | ITC | TC%  | 3P  | 3PA | 3P%  | 2P  | 2PA | 2P%  | TL  | ITL | TL%  | RBO | RBD | RBT  | AST | STL | BLK | TOV | PF  | PTS  |
| ------------------------------------------------------------------------------------------------ | ------ | --- | --- | ---- | --- | --- | ---- | --- | --- | ---- | --- | --- | ---- | --- | --- | ---- | --- | --- | ---- | --- | --- | --- | --- | --- | ---- |
| 2003                                                                                             | DET    | 32  | 32  | 29.9 | 4.0 | 8.4 | .474 | 0.0 | 0.0 |      | 4.0 | 8.4 | .474 | 2.8 | 4.0 | .682 | 3.1 | 7.3 | 10.4 | 0.8 | 1.0 | 1.0 | 2.5 | 3.4 | 10.8 |
| 2004                                                                                             | DET    | 31  | 31  | 29.4 | 3.8 | 9.3 | .411 | 0.0 | 0.0 |      | 3.8 | 9.3 | .411 | 3.0 | 5.1 | .589 | 3.4 | 6.2 | 9.6  | 1.1 | 1.3 | 0.8 | 1.7 | 3.8 | 10.6 |
| 2005                                                                                             | DET    | 33  | 33  | 28.2 | 3.6 | 8.5 | .430 | 0.0 | 0.0 |      | 3.6 | 8.5 | .430 | 2.2 | 4.5 | .487 | 3.4 | 6.3 | 9.8  | 0.8 | 1.0 | 1.4 | 2.1 | 4.3 | 9.5  |
| 2006                                                                                             | DET    | 32  | 32  | 28.8 | 4.9 | 9.8 | .498 | 0.0 | 0.0 |      | 4.9 | 9.8 | .498 | 4.0 | 6.2 | .648 | 4.1 | 7.3 | 11.3 | 1.4 | 1.2 | 0.8 | 1.8 | 3.6 | 13.8 |
| 2007                                                                                             | DET    | 15  | 15  | 30.7 | 4.7 | 9.5 | .497 | 0.0 | 0.0 |      | 4.7 | 9.5 | .497 | 3.5 | 5.5 | .639 | 3.2 | 8.0 | 11.2 | 1.5 | 1.9 | 0.7 | 2.8 | 3.6 | 13.0 |
| 2008                                                                                             | DET    | 24  | 24  | 26.5 | 3.7 | 7.7 | .481 | 0.0 | 0.0 |      | 3.7 | 7.7 | .481 | 2.7 | 4.8 | .560 | 3.1 | 5.6 | 8.7  | 0.9 | 1.0 | 0.4 | 1.0 | 2.9 | 10.1 |
| 2009                                                                                             | DET    | 29  | 29  | 26.0 | 3.3 | 7.8 | .427 | 0.0 | 0.1 | .000 | 3.3 | 7.7 | .433 | 1.9 | 3.4 | .550 | 2.4 | 5.0 | 7.4  | 0.9 | 1.0 | 0.4 | 1.7 | 3.6 | 8.6  |
| Carrera                                                                                          |        | 196 | 196 | 28.4 | 4.0 | 8.7 | .457 | 0.0 | 0.0 | .000 | 4.0 | 8.7 | .458 | 2.8 | 4.8 | .595 | 3.3 | 6.5 | 9.7  | 1.0 | 1.1 | 0.8 | 1.9 | 3.6 | 10.8 |
| Notas: J=Juegos; JI=Juegos iniciales; MJ=Minutos jugados; ITC=Intentos de TC; ITL=Intentos de TL |        |     |     |      |     |     |      |     |     |      |     |     |      |     |     |      |     |     |      |     |     |     |     |     |      |